# 姜京珍
姜京珍（韓語：강경진，1973年3月24日—）是一名來自韓國的前男子羽球運動員和教練。
作為一名球員，姜京珍最著名的是贏得1997年全英羽球公開錦標賽男子雙打冠軍，搭檔是河泰權。同年，兩年也在瑞典羽球公開賽和韓國羽球公開賽上獲得了冠軍。次年，他們贏得了亞洲羽球錦標賽冠軍。在1994年的亞運會上，他獲得了兩枚銀牌：混合雙打和男子團體賽。姜京珍的最後一場國際比賽是2005年的加拿大國際賽，在那裡他出現在兩個決賽中並贏得男子雙打冠軍。
姜京珍於2009年開始執教韓國國家隊，並擔任國家青年隊主教練一年。他於2016年12月被任命為高級國家隊的主教練，任期從2017年1月1日至2018年10月30日。